# سقاية مرقد الغزالي
سقاية مرقد الغزالي
الغزالي، هو الامام أبي حامد محمد الغزالي المتوفى في طوس سنة 505 ه‍/1111م. حيث قام والي بغداد حسين باشا السلاحدار، بتشييد سقاية ماء عند القبر المنسوب إلى الامام الغزالي، لينتفع منها عامة الناس من المارة والزائرين. كما ان هذا الوالي قد شيد سقاية أبي سيفين لنفس الغرض عند مرقد ابي سيفين.